# Rufmord (2018)
Rufmord ist ein Filmdrama aus dem Jahr 2018 von Viviane Andereggen, das im Auftrag des ZDF und Arte von der Hager Moss Film GmbH (München) produziert und am 30. Juni 2018 im Rahmen des 36. Filmfests München im Audimax der Hochschule für Fernsehen und Film München uraufgeführt wurde.

## Handlung
Luisa Jobst, die seit einigen Monaten als Lehrerin in dem kleinen Ort Kails arbeitet, ist spurlos verschwunden. Die Polizei stößt bei ihren Ermittlungen in der Wohnung der Verschwundenen auf ein benutztes Kondom, ein blutverschmiertes Messer und eine breite Blutspur, findet sonst jedoch nichts über den Verbleib Luisas heraus. Im Film werden die laufenden polizeilichen Ermittlungen und die Ereignisse der vorangegangenen acht Wochen verzahnt erzählt.
Luisa ist in ihrer Grundschule eine engagierte und beliebte Lehrerin. Sie bemüht sich um eine objektive und sachgerechte Bewertung ihrer Schüler. Als der wohlhabende Unternehmer Georg Bär, der der Schule wiederholt großzügige Sachspenden hat zukommen lassen und Luisa augenscheinlich sehr attraktiv findet, darauf drängt, seinen Sohn Paul, der eigentlich nicht die für die Gymnasialempfehlung notwendigen Leistungen bringt, doch etwas besser einzustufen, lehnt Luisa eine solche ungerechte Bevorzugung ab. Kurz darauf erscheint auf der Schul-Website ein Nacktbild von Luisa und ein Link zu einer gefälschten Pornoseite. Die Direktorin stellt sich zunächst vor Luisa, fordert sie jedoch auf, diese Sache unverzüglich zu bereinigen. Ohne Erfolg; nach einigen weiteren Vorfällen dieser Art wird Luisa von ihren Kolleginnen und den Eltern ihrer Schüler gemieden. Sie wendet sich an die Polizei, doch die kann nichts unternehmen. Nachdem eines der Fotos in der Lokalzeitung abgedruckt wurde, ist Luisa obszönen Anrufen und Nachrichten ausgesetzt. Um die Wogen zu glätten, wird sie – gegen ihren Willen – vom Schuldienst beurlaubt. Luisa gelangt in ihren eigenen Recherchen zu der Überzeugung, dass Bär hinter der Kampagne steckt. Sie stellt ihn zur Rede und zeigt ihn an, doch da sie keine Beweise hat, wird das Verfahren eingestellt. Auch Luisas Freund Finn distanziert sich dann von ihr. Schließlich erleidet sie einen Nervenzusammenbruch.
Aufgrund der Spurenlage in Luisas Haus werden Finn und Luisas Kolleginnen als Zeugen vernommen. Die Polizei geht davon aus, dass sie ermordet und der Leichnam an einen noch unbekannten Ort verbracht wurde. Eine DNA-Reihenuntersuchung aller Männer des Ortes überführt Bär als denjenigen, der zuletzt bei Luisa im Haus war und das Kondom benutzt hat; auch wird festgestellt, dass Bär seinen Systemadministrator beauftragt hat, die Schulwebseite zu manipulieren. Bär wird in Untersuchungshaft genommen, erleidet geschäftliche Einbußen und wird ab sofort von allen gemieden. Auch seine Frau wirft ihn aus dem Haus.
Eine weitere Rückblende zeigt, wie Bär nachts der mit dem Fahrrad gestürzten Luisa hilft und sie nach Hause fährt. Dort lädt sie ihn noch zum Geschlechtsverkehr ein. Nachdem er ihre Wohnung verlassen hat, legt sie darin Spuren, die einen von Bär verübten Mord an ihr vortäuschen. Am Ende des Films ruft sie ihn kurz an und taucht dann unter. Ob Bär tatsächlich wegen Mordes angeklagt wird, bleibt offen.

## Produktion
Der Film wurde von der Hager Moss Film GmbH (München) im Auftrag von ZDF und Arte vom 24. Oktober bis 27. November 2017 in München und im Kurort Bad Reichenhall produziert. Drehorte waren u. a. das Klosterlehen Salzburger Straße 50 und der Florianiplatz. Die Redaktion lag bei Anja Helmling-Grob (ZDF) und Olaf Grunert (Arte).

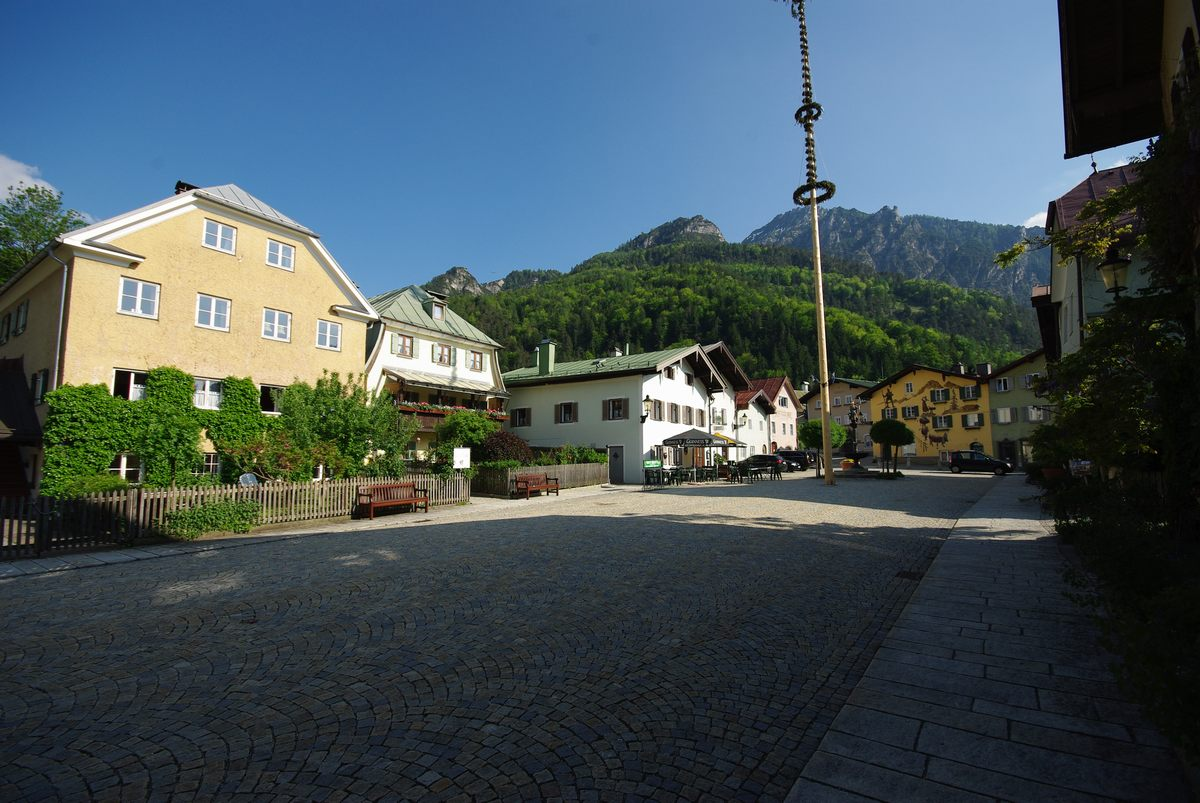
Florianiplatz
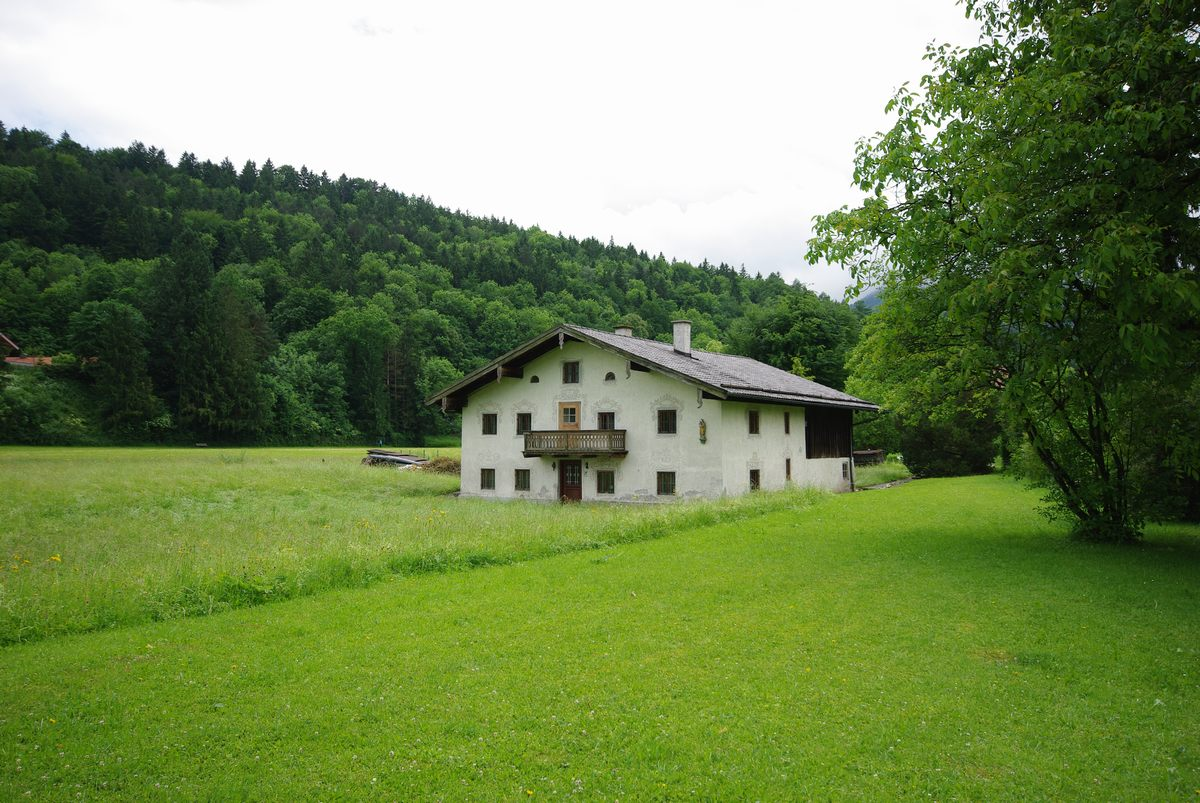
Klosterlehen

## Auszeichnungen
- Bernd Burgemeister Fernsehpreis 2018, bester Fernsehfilm
- Deutscher Fernsehkrimipreis 2019, Hauptpreis der Fachjury und Publikumspreis
- Grimme-Preis 2019, Nominierung im Wettbewerb Fiktion[3]
- Deutscher Fernsehpreis 2019, Nominierung als bester Fernsehfilm[4]
- Hamburger Krimipreis 2019[5]